# Гринберг, Эверетт Питер
Эверетт Питер Гринберг (англ. Everett Peter Greenberg; род. 7 ноября 1948, США) — американский учёный. Труды в основном посвящены микробиологии. Получил известность как исследователь чувства кворума у бактерий. Пионер научного направления социомикробиологии.

## Карьера
В 1977 году получил степень доктора философии. С 2005 года работает в Вашингтонском университете.

## Исследования
До исследований Гринберга, связь между бактериями в основном не признавалась микробиологами; каждая бактерия рассматривалась как отдельная клетка с независимым от других поведением. Исследования описали механизм взаимодействия бактерий друг с другом. В 1994 году совместно с коллегами предложил термин 'Чувство кворума', процесс связи между бактериями.
На июнь 2015 года он профессор Вашингтонского Университета, и его лаборатория  проводит исследования чувства кворума и биоплёнок.

## Награды
Среди наград:
- Эрстедовская лекция
- Премия Шао (2015)[5]. Совместно с Бонни Басслер.

Является членом Национальной академии наук США (2004), Американской академии искусств и наук (2002).